# Guaxa
La Guaxa és un personatge mític asturià, descrit com una anciana vampir que a les nits penetra pels panys o les escletxes de les portes per clavar la seva única dent i succionar la sang de les seves víctimes els qui paulatinament llangueixen i es posen malalts amb el transcurs del temps.
De dia s'amaga a coves o als troncs buits dels arbres. Generalment és invisible, però si es deixa veure el seu aspecte és el d'una anciana prima i encorbada amb ulls com el mussol i una gran boca de la qual sobresurt la dent amb què ataca les víctimes.
La tradició assenyala que el remei contra la Guaxa és l'ús d'amulets com el dit del mig o cigüa (una petita mà negra d'atzabeja, amulet molt usat des de l'antiguitat a Astúries), o la pedra de Sant Pere (o quiastolita), així com rituals com donar a la víctima un preparat amb base d'oricorni (animal mitològic semblan a un unicorn) o un altre que s'elabora deixant al serè durant nou nits seguides en una mesura d'aigua en què s'ha posat a macerar trossos de banyes de cérvol i alguna porció de plata.
El mite va ser descrit per primera vegada a la literatura per Rogelio Jove i Bravo i altres autors neguen la seva existència al·legant que el personatge és una concepció moderna i una variació d'una bruixa.
La Guaxa comparteix la majoria dels seus trets amb la Guajona càntabra.